# Dorsal tunisiana
La dorsal tunisiana (àrab: الظهير التونسي, aẓ-ẓahīr at-tūnisī) és una cadena muntanyosa que s'estenen pel centre de Tunísia i l'est d'Algèria. Comença al golf de Tunis (Djebel Boukornine i Djebel Ressas), continua pel Djebel Marchana i Djebel Zaghouan, les muntanyes entre Zaghouan i Maktar (Djebel Bargou, Djebel Ousselat i Djebel Barbrou, entre altres) i acaba amb les muntanyes de la regió de Thala, fins a Tébessa, ja a Algèria (amb el Djebel El Ouest, Djebel Birono, Djebel Chaambi i Djebel Es Sif, entre altres). El Djebel Chaambi és el punt més alt de Tunísia, amb 1.544 metres.
Es va originar al Terciari i està tallat per abundants falles i fosses tectòniques, i correspon al domini de l'Atles.
La pluviometria és reduïda amb oscil·lacions entre 400 i 800 mm/any a la major part (amb puntes als 1200 mm/any al nord). La vegetació és majoritàriament de pi blanc (Pinus halepensis).

## Límits
Abans que un conjunt compacte de muntanyes (anomenades djebel), la dorsal és una successió de massissos muntanyosos més o menys alineats, més o menys elevats i separats entre ells per passos transversals. Es poden distingir, a efectes orogràfics vuit divisions que comprenen alineacions muntanyoses, terres altes i un pas:

### Meitat nord de la dorsal
- Eix occidental: una alineació d'elevades muntanyes (Debel Bargou (1266 m), Djebel Kesra (1174 m), Djebel Serj (1357 m) i Djebel Zaghouan (1295 m)) situat entre la vall del uadi Miliane al nord i el passadís Zaghouan-Bouficha a sud, amb el Djbel Boukornine a l'extrem;
- Elevades terres al voltant de Makthar (900 m) i Rebaa (600 m) separades per la vall del uadi Siliana
- Eix oriental format per una alineació muntanyosa més modesta, que culmina al Djebel Ousselat (895 m), en contacte amb la gran plana de Kairuan al centre de país
- Muntanyes d'Enfidha i de Sidi Jedidi que formen petits massissos muntanyosos en contacte amb la plana litoral de el golf d'Hammamet.

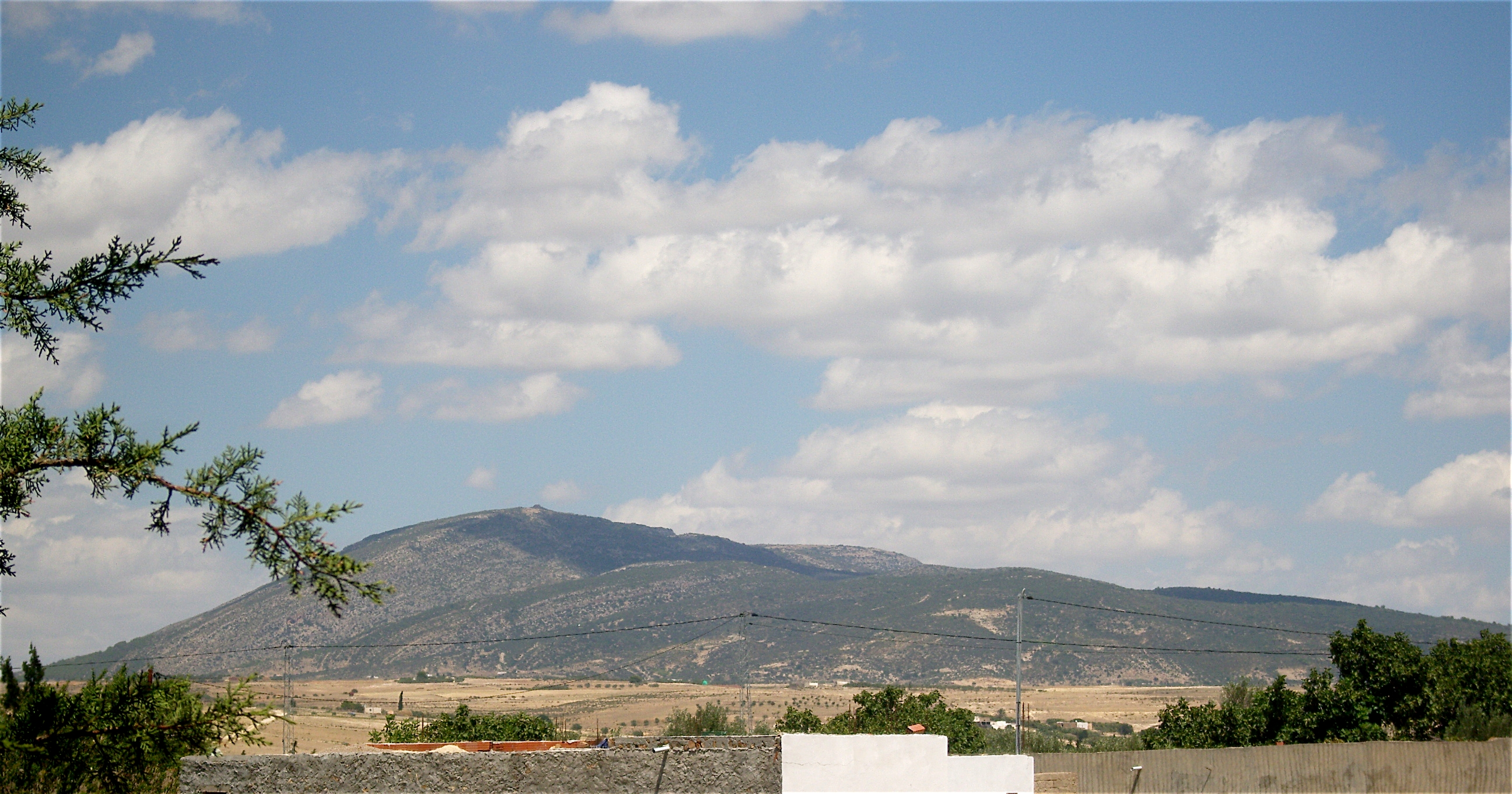
Vista del vessant occidental del Djebel Bargou
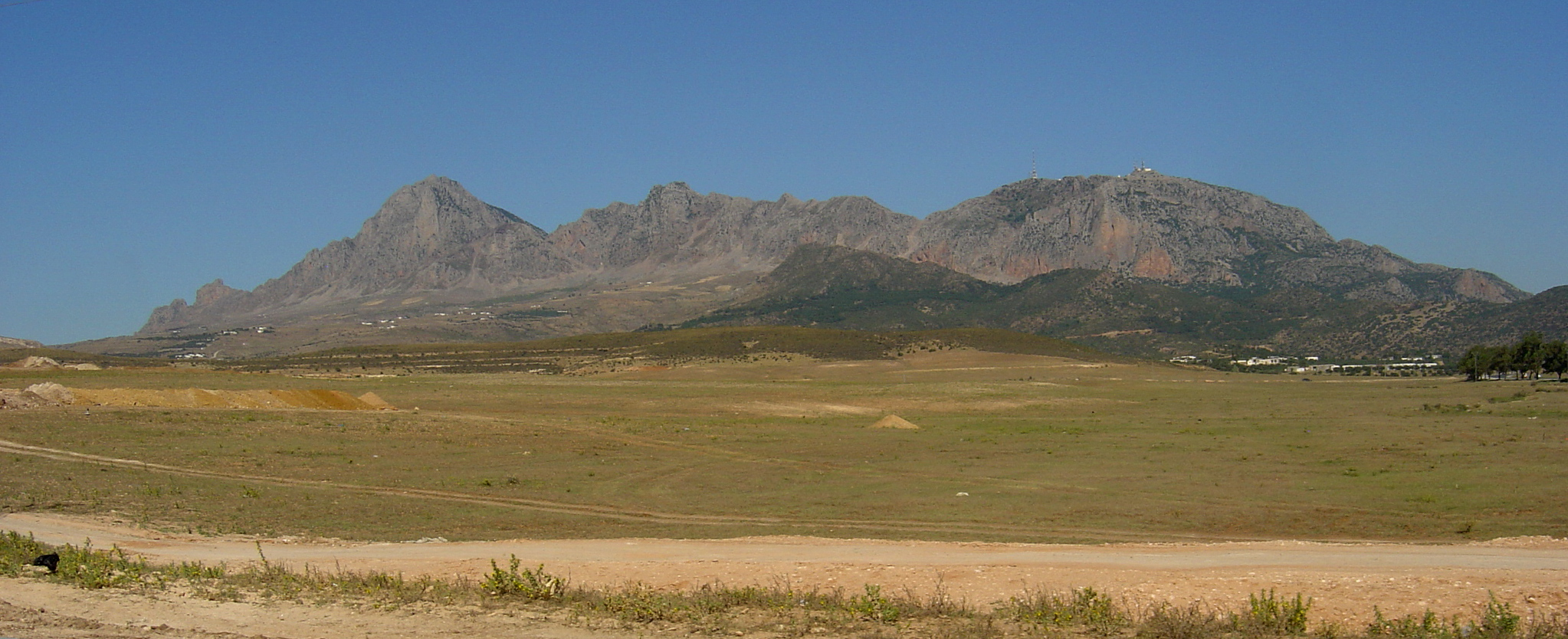
Djebel Zaghouan vist des de Zriba
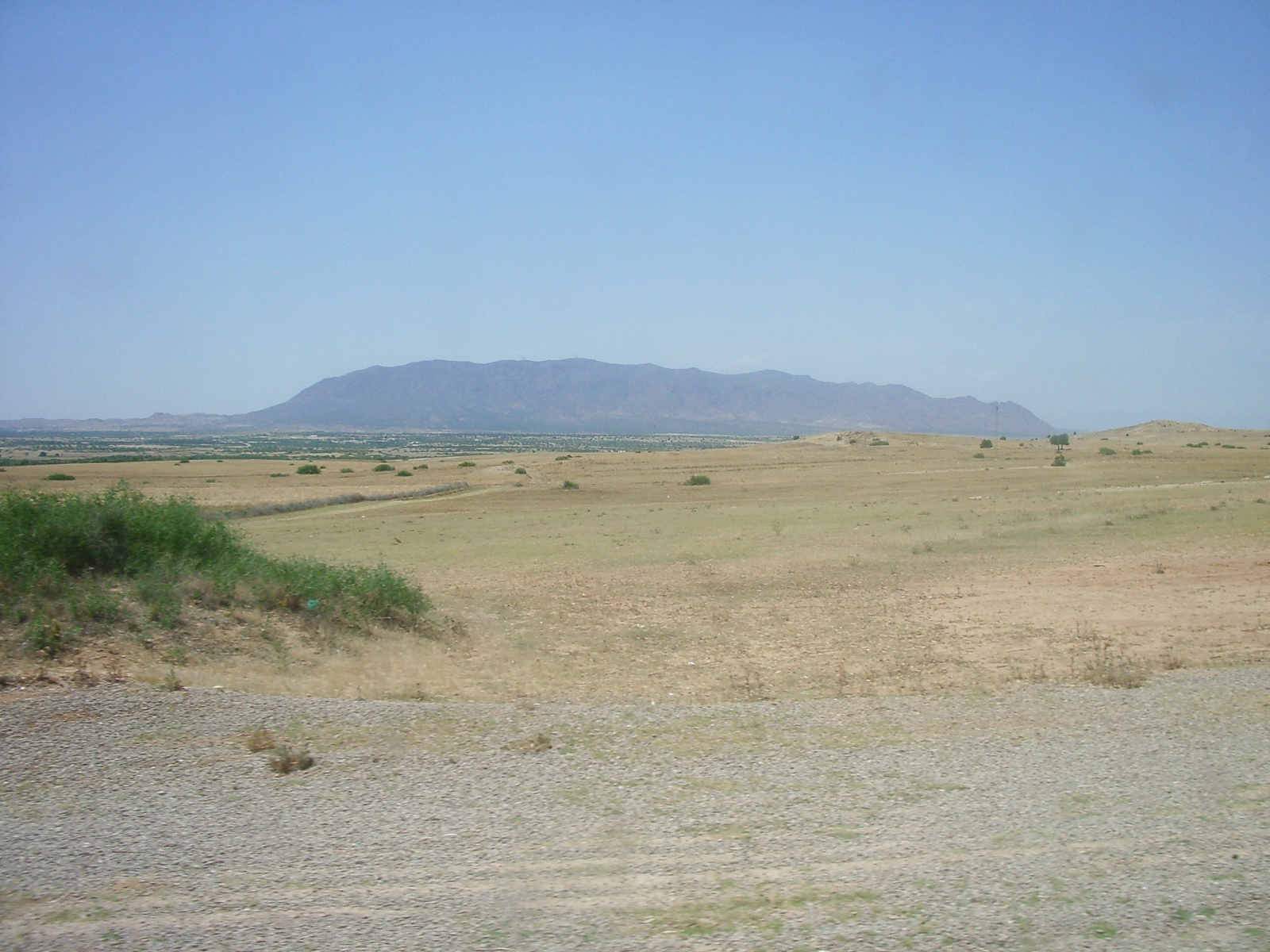
Contorn del Djebel Ousselat

### Meitat sud de la dorsal
- Pas de Rouhia-Merguellil, caracteritzat per formes de relleu irregulars amb la conca hidrogràfica de l'uadi Merguellil i la conca d'enfonsament de Rouhia-Sbiba;
- Més a sud, es troba tres alineacions majors paral·leles:
  - Alineació dels djebels Essif (1352 m), Bireno (1419 m) i l'Ou Jedour (1 309 m);
  - Alineació dels djebels Chambi, Semmama (1314 m) i Tioucha (1 363 m);[2]
  - Alineació dels jdebels Salloum (1373 m) i Mrhila (1 376 m).

## Medi natural
La dorsal tunisiana apareix com un espai de transició entre el nord de Tunísia per una banda, i el centre i el sud de Tunísia per altra banda. Efectivament, el nord, o Tell, es caracteritza per un clima més humit, mentre que el centre i el sud tenen un clima àrid o semiàrid. La isohieta de 400 mil·límetres de precipitació a l'any travessa la dorsal tunisiana i permet diferenciar sobretot la vegetació de muntanya.

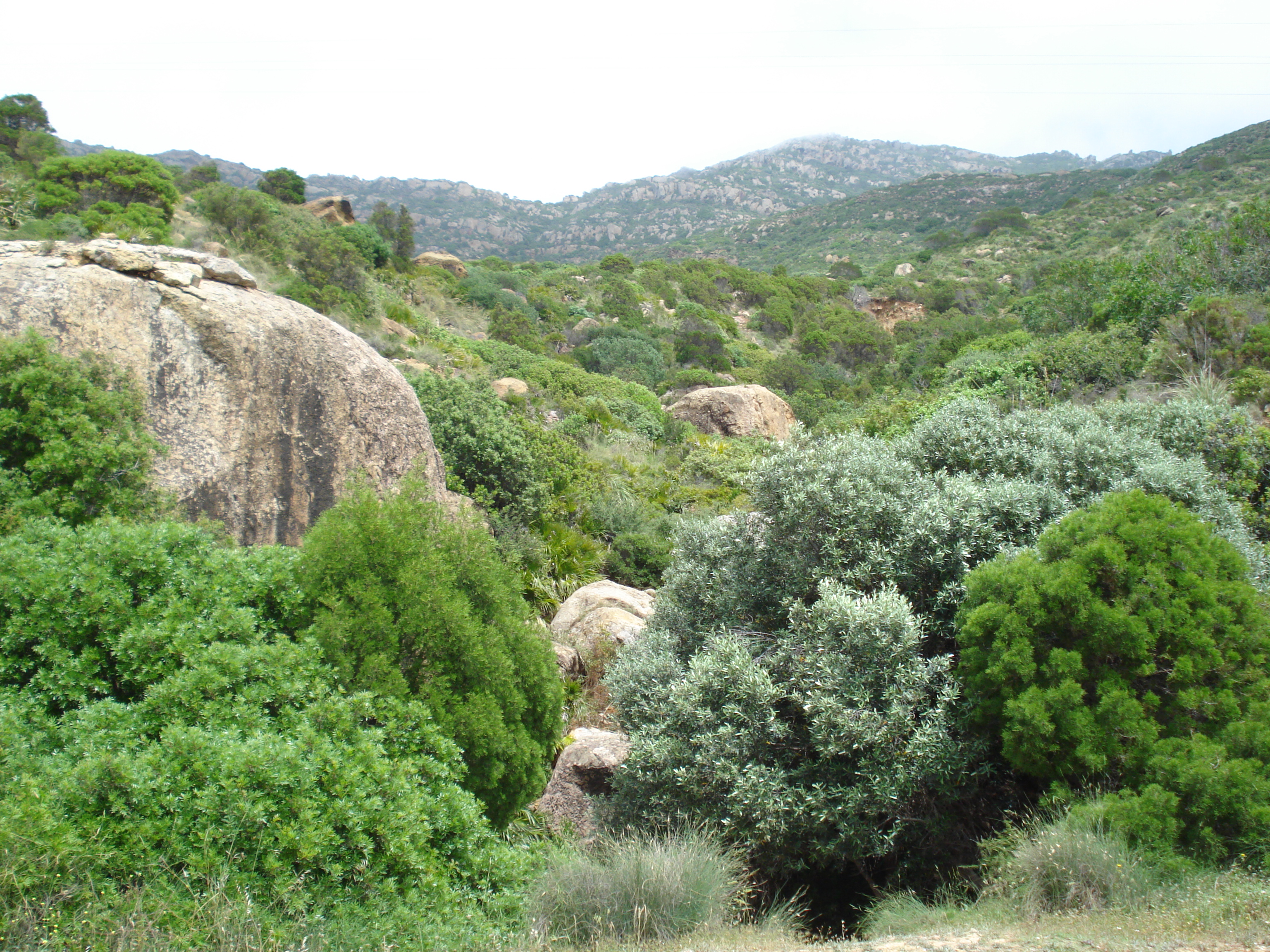
Paisatge del Djebel Korbous en el Cap Bon
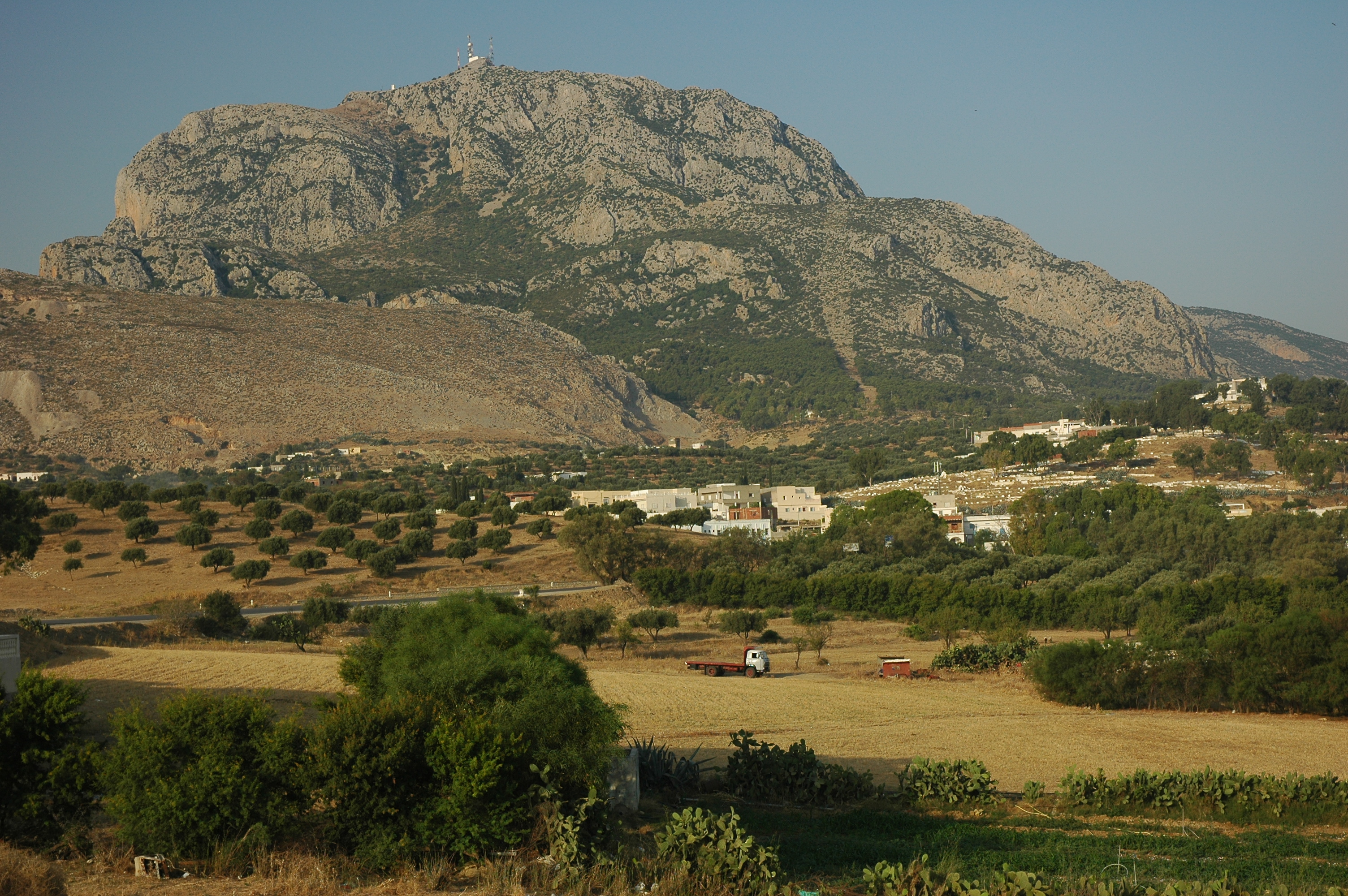
Vessant del Djebel Zaghouan
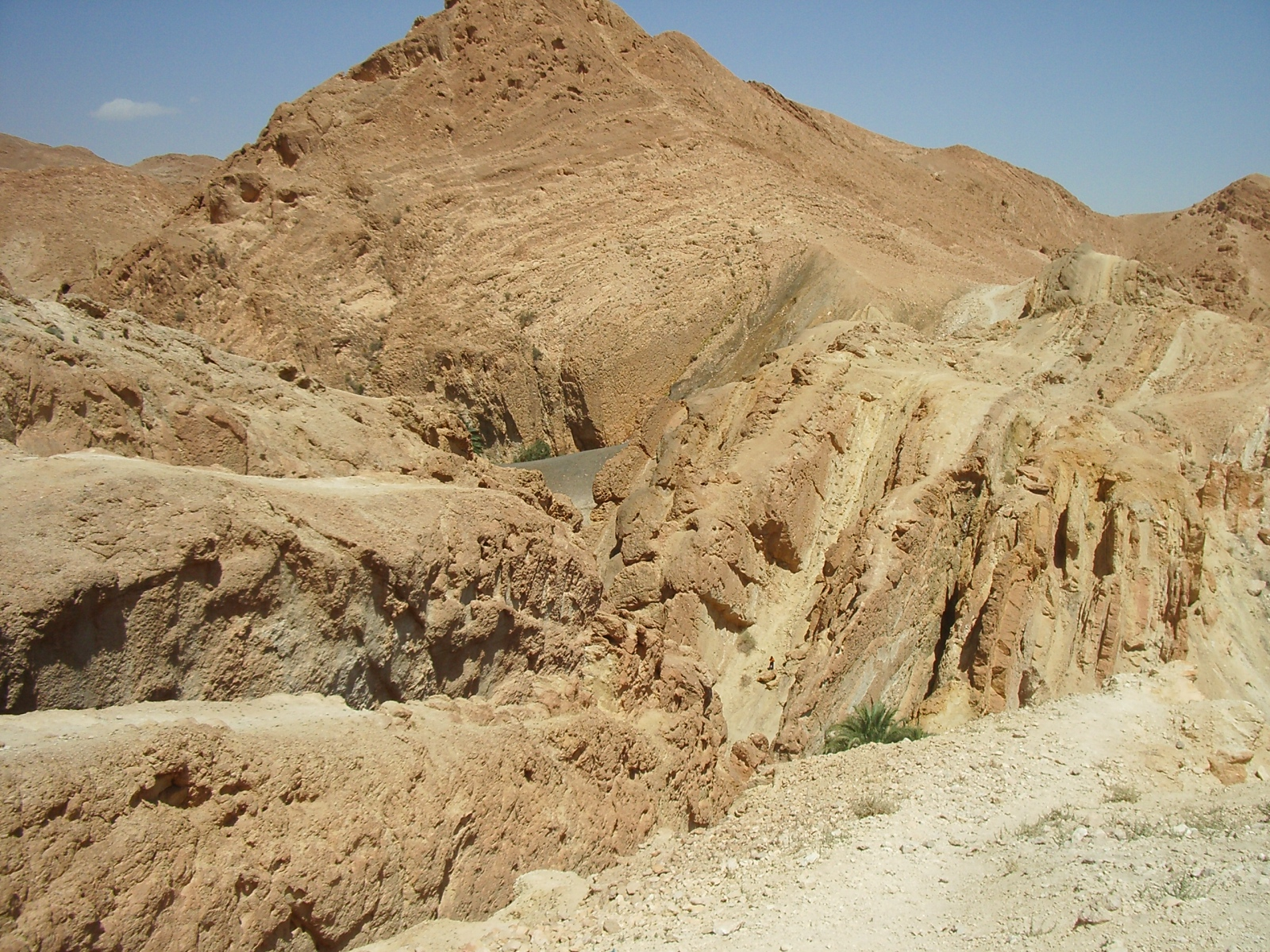
Djebel En Negueb al sud-oest del país

Així, al nord i a partir dels 950-1 050 metres d'altitud, la vegetació està dominada pel bosc i les espècies més difoses són el garric (Quercus coccifera), l'alzina surera (Quercus suber) i l'alzina (Quercus ilex), mentre que el sud està dominat per la vegetació estepària. D'altra banda les altituds no són prou elevades com perquè es pugui trobar la vegetació característica de l'Atles.

## Poblament

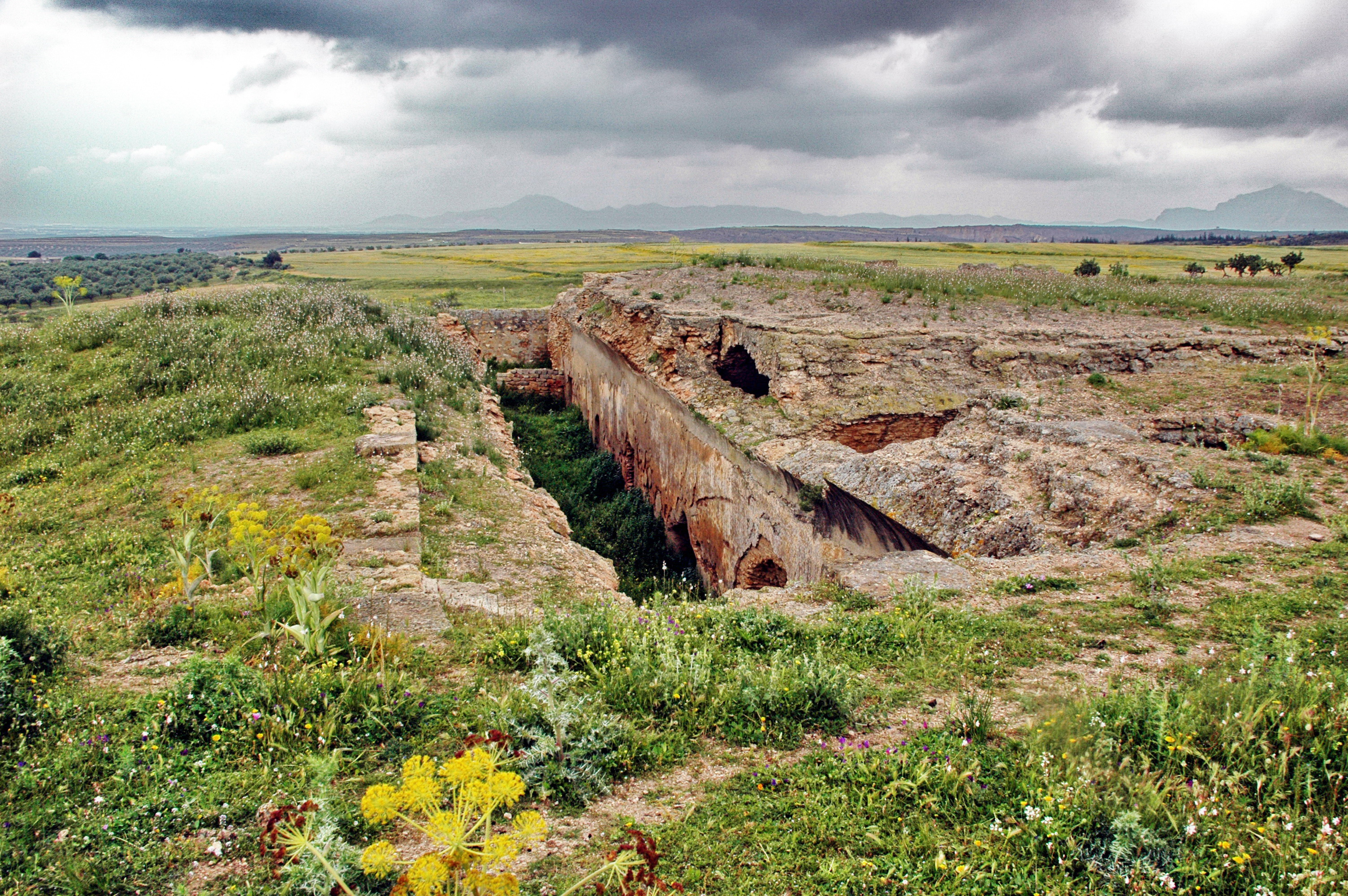
Ruinas d'una cisterna aOudna

En l'antiguitat, la dorsal apareix com un espai poblat si es considera el cas de ciutats florents com Oudna, Mactaris (Makthar), Hir Souar, Sufetula (Sbeïtla), Cillium (Kasserine), etc.
Després de la conquesta àrab al segle vii, algunes han desaparegut (Sufetula o Cillium) mentre que altres han trobat el seu lloc a la xarxa de ciutats organitzades al voltant de Kairuan (Aïn Djeloula, Agar, Hir Souar o Sbiba). Amb les invasions per les tribus hilalianes al segle xi s'assisteix a un abandonament agrícola i a un canvi de poblament cap a una nomadització de tribus beduïnes, quedant alguns llocs per a la vida sedentària rural (Bargou, Serj i Kesra a nord-est).
Durant els segles xix i xx, després de la guerra durant el Beylicat de Tunísia i la instauració del Protectorat francès de Tunísia, aquest espai s'explota en benefici de les grans ciutats litorals (Tunísia, Sfax i Sussa) a través de l'adquisició de grans propietats d'agricultura extensiva per part de notables de les ciutats, de la família del bei o de grans grangers colonials, i la captació de les manantials (Aïn Tebournouk, Jougar, Bargou, Haffouz i Sbeïtla). La dorsal és considerada així com la capçalera de la conques hidrogràfiques de Tunísia.
Des de la independència, una política de disposició del territori i de desenvolupament local ha portat a algunes especialitzacions agrícoles intensives amb l'extensió del regadiu i de l'arboricultura (pomeres, albercoquers, etc.). Així mateix, la creació de les Governacions de Tunísia ha donat lloc al fet que les capitals passin a ser centres administratius (Zaghouan, Siliana i Kasserine).